# Hu Die
Hu Die (chinês: 胡蝶, pinyin: Hu Die, Wade–Giles: Hu Tieh; 1907 ou 1908 - 23 de abril de 1989), também conhecida pelo seu nome inglês Butterfly Wu (Borboleta Wu), foi uma das mais famosas atrizes chinesas durante as décadas de 1920 e 1930. Estrelou em The Burning of the Red Lotus Temple (O Incêndio do Templo Lótus Azul), que começou uma moda de filmes de artes marciais, Sing-Song Girl Red Peony, o primeiro filme sonoro da China, e Twin Sisters (Irmãs Gémeas), que é considerado o seu melhor filme. Foi eleita a primeira "Rainha do Cinema" da China em 1933, e ganhou o prémio de melhor atriz no Festival de Cinema Asiático de 1960, pela sua atuação em Rear Door (Porta Traseira).

## Biografia

### Início de vida
Hu Die nasceu Hu Ruihua (chinês simplificado: 胡瑞华, pinyin: hú ruì huá, Wade–Giles: Hu Jui-hua) em Xangai em 1907 ou 1908, e mudou-se para Guangzhou (Cantão) quando tinha nove anos. O seu pai tornou-se então o inspetor geral da Ferrovia Pequim-Fengtian, e ela passou grande parte da sua adolescência em cidades do norte incluindo Pequim, Tianjin e Yingkou, e aprendeu a falar mandarim perfeitamente, o que mais tarde se tornou uma grande vantagem quando o cinema chinês transitou dos filmes mudos para os filmes sonoros.
Em 1924, Hu Ruihua mudou-se de novo para Xangai com a sua família. Quando foi aberta a Escola de Cinema da China (Zhonghua), a primeira escola de formação de ator de cinema do país, ela foi a primeira aluna a se inscrever. Adotou o nome profissional "Hu Die", que significa "borboleta", e "Butterfly Wu" em inglês (Wu é a pronúncia xangainesa de Hu).

### Início de carreira
Hu Die desempenhou o seu primeiro papel no filme Sucess (Sucesso), como coadjuvante. Desempenhou o seu primeiro grande papel no filme Autumn Stirs Resentments (O Outono Provoca Resssentimentos, ou Qiu Shan Yuan), quando apaixonou-se por seu coastro Lin Xuehuai. A relação não prosperou, e os jornais locais ficaram cheios de rumores quando romperam o noivado.
Em 1926, Hu Die teve a sua grande oportunidade quando assinou contrato com o Tianyi Film Company, um dos maiores estúdios de Xangai, chefiado por Runje Shaw (Shao Zuiweng). A Tianyi atendia aos gostos das pessoas comuns com uma produção rápida de filmes. Hu Die estrelou 15 filmes nos dois anos em que trabalhou para Tianyi. Muitos deles, tais como The Traumatic Romance of Liang and Zhu (O Traumático Romance de Liang e Zhu), de 1926, e Lady Meng Jiang (Senhora Meng Jiang), de 1927, eram populares, mas não considerados artisticamente respeitáveis.

### Estúdio Mingxing

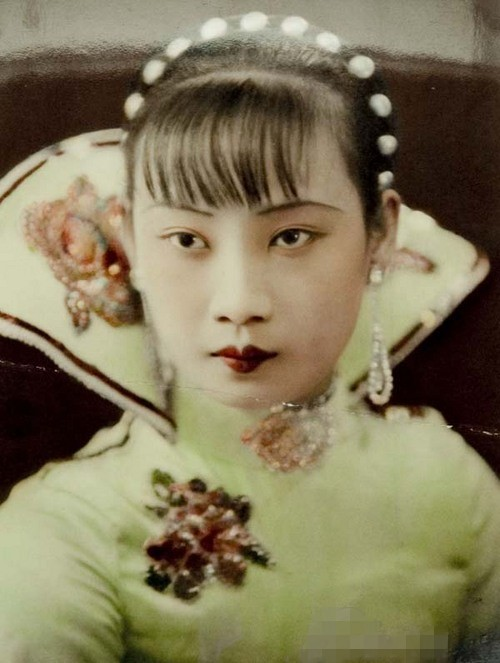
Hu Die fantasiada

Em 1928, Hu Die recusou-se a renovar o seu contrato com Tianyi e assinou com a rival Mingxing Film Company, liderada pelo empresário e realizador Zhang Shichuan e pelo escritor Zheng Zhengqiu. Ela tinha um salário de US$1 000 por mês, uma grande quantia na altura. O seu primeiro filme com Mingxing foi Tower in the White Clouds (Torre nas Nuvens Brancas), de 1928. Ela fez amizade com a sua coestrela Ruan Lingyu; as duas mulheres tornar-se-iam as maiores estrelas de cinema da China dos anos 1930. O seu papel como Red Girl no filme The Burning of the Red Lotus Temple (O Incêndio do Templo Lótus Azul), de 1928, impulsionou-a para o estrelato. O filme foi tão bem-sucedido que o estúdio fez 17 continuações com o mesmo nome entre 1928 e 1931. Ele iniciou uma moda por filmes de artes marciais, mas também atraiu críticas de intelectuais quando as crianças começaram a negligenciar os seus trabalhos escolares para estudar artes marciais ou a se dedicar à ficção das artes marciais.
Em 1931, Hu Die protagonizou em Sing-Song Girl Red Peony (dirigido por Zhang Shichuan), o primeiro filme sonoro chinês (embora fosse sound-on-disc, não sound-on-film). Comparado com outras estrelas de cinema da era do silêncio, que eram na sua maioria sulistas com fraco mandarim, Hu Die fez a transição para o som com facilidade. Apareceu em mais filmes sonoros e foi capaz de cantar em A Flor da Liberdade, um verdadeiro filme sonoro de muito maior qualidade.
Hu Die protagonizou em Twin Sisters (Irmãs Gémeas, ou Zimei Hua), dirigido por Zheng Zhengqiu em 1934, no qual desempenhou habilmente o duplo papel de irmãs gémeas com personalidades muito diferentes. O filme não só foi extremamente popular como também ganhou aclamação da crítica. É geralmente considerado o seu melhor filme.

### Incidente de Mukden
A 18 de setembro de 1931, Hu Die chegou a Tianjin a caminho de Pequim, onde Mingxing planeava rodar o filme Marriage of Tears and Laughter (Casamento de Lágrimas e Risos), uma adaptação do romance de Zhang Henshui. No mesmo dia, os japoneses conceberam o Incidente de Mukden, e usaram-no como pretexto para lançar uma invasão da Manchúria. Zhang Xueliang, o "jovem marechal" que era o chefe do exército do nordeste, ordenou aos seus soldados que se retirassem em vez de lutarem contra os japoneses. Houve rumores de que, na noite em que os japoneses tomaram Mukden, o Marechal Zhang dançava com Hu Die em Pequim, uma acusação grave que ameaçava prejudicar a sua reputação. Hu Die teve de comprar espaço no Shen Bao, o maior jornal de Xangai, para dissipar o boato, que ela acreditava ter sido iniciado pelos meios de comunicação japoneses para desacreditar Zhang Xueliang. O seu relato foi corroborado por outros atores e empregados da Mingxing. Anos mais tarde, memórias de pessoas próximas de Zhang Xueliang indicaram que ele nunca conhecera Hu Die na sua vida, e Zhang tinha sido ordenado por Chiang Kai-shek a não resistir ao inimigo, muito mais forte.

### Rainha do cinema

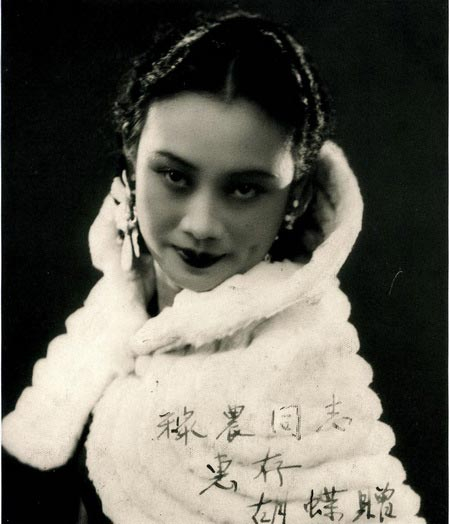
Foto autografada de Hu Die para o ator Gong Jianong

Em 1933, o jornal Star Daily (明星日报) realizou a primeira sondagem pública da China para as estrelas de cinema mais populares. Os fãs de todo o país, bem como alguns do Japão, participaram na sondagem, e os resultados foram revelados numa cerimónia pública a 28 de fevereiro. Hu Die foi a vencedora com 21 334 votos, mais do dobro dos votos da segunda classificada Chen Yumei, e quase três vezes os votos que o seu amigo Ruan Lingyu recebeu. Ela foi coroada a primeira "Rainha do Filme" da China.

### Turné europeia
Em fevereiro de 1935, Hu Die foi convidada a juntar-se a uma delegação chinesa para participar no Festival Internacional de Cinema de Moscovo na União Soviética. Foi a única estrela de cinema da delegação, que incluía principalmente homens influentes da indústria. Chegou demasiado tarde ao festival, mas foi calorosamente recebida, e os seus filmes Twin Sisters (Irmãs Gémeas) e Orchid in a Remote Valley (Orquídea em um Vale Remoto, ou Konggu Lan) foram exibidos em Moscovo e Leninegrado. De Moscovo, ela saiu em excursão pela Alemanha, França, Inglaterra, Suíça e Itália, recebendo uma significativa atenção do público e tratamento VIP por parte dos europeus, para os quais as estrelas de cinema chinesas eram novidades. Tomou muitas notas e fotografias, e publicou um diário de viagem após o seu regresso à China.

### Casamento

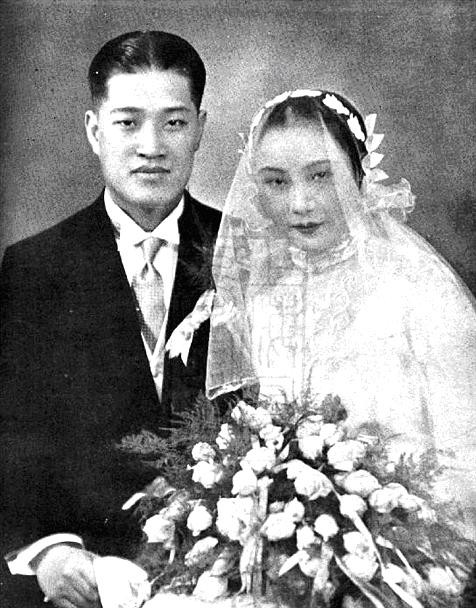
Foto de casamento de Hu Die e Pan Yousheng

Em 1931, um primo apresentou Hu Die a Pan Yousheng (潘有声), um jovem empregado de uma empresa comercial de Xangai. Hu Die teve cuidado com a sua vida pessoal e a sua relação progrediu lentamente até ao outono de 1935, quando anunciaram que o seu casamento estava iminente. O seu casamento foi o acontecimento social mais importante em Xangai daquele ano. Famosas estrelas de cinema serviram como madrinhas e padrinhos de casamento, e as estrelas infantis foram as suas daminhas e pagens. Hu Die estava pronta para se retirar da indústria cinematográfica, como era habitual na altura após o casamento de uma atriz, mas, com o apoio do marido, assinou um contrato com a Mingxing para fazer um filme por ano. Ela só fez mais um filme ao abrigo do novo contrato, antes do início da Segunda Guerra Sino-Japonesa, e a dura batalha de Xangai destruiu completamente a Mingxing e outros estúdios de Xangai em 1937.

### Guerra Sino-Japonesa
Enquanto o Império do Japão invadia e ocupava Xangai e grande parte do leste da China, Hu Die e Pan Yousheng fugiam para Hong Kong britânico. Hu Die deu à luz uma filha e um filho durante este tempo. Pan trabalhou para uma firma comercial em Hong Kong, e também realizou dois filmes. Após o início da Guerra do Pacífico, em dezembro de 1941, Hong Kong também caiu nas mãos dos japoneses. Os japoneses pressionaram-na a fazer um filme documentário intitulado Hu Die numa Turné a Tóquio para a sua propaganda de guerra, mas Hu Die recusou-se a tornar-se colaboradora, e planeou secretamente a sua fuga para Chongqing, a capital da resistência da República da China no tempo de guerra. Foi uma longa e tortuosa viagem através da zona de guerra. Ela confiou os seus pertences à clandestinidade, e um dia saiu casualmente da sua casa em Hong Kong. Os partidários da resistência guiaram-na através dos Novos Territórios até à província de Guangdong. Ficou em Shaoguan durante um ano e meio antes de partir para Guilin em Guangxi, e só chegou a Chongqing no final de 1943.
Pouco após chegar a Chongqing, Hu Die estrelou no filme The Road to Nation Building (O Caminho para Contruir um País) para ajudar no esforço de guerra. Enquanto ela filmava no local em Guilin, os japoneses lançaram a grande ofensiva Operação Ichi-Go. A equipa de filmagem perdeu todo o seu equipamento, e teve de se juntar às dezenas de milhares de refugiados que fugiam a pé da frente de guerra. O Caminho para Contruir um País foi o único filme inacabado de Hu Die, que mais tarde descreveu o incidente como "o momento mais trágico da minha vida".
Enquanto estava em Chongqing, Hu Die ligou-se ao poderoso mestre espião Dai Li. Ela fora anteriormente apresentada a Dai Li em Xangai pela sua colega Xu Lai, que era casada com um amigo próximo de Dai Li. Segundo as memórias do tenente de Dai Li, Shen Zui, Hu Die tornou-se amante de Dai Li durante esse período.

### Após a Segunda Guerra Mundial

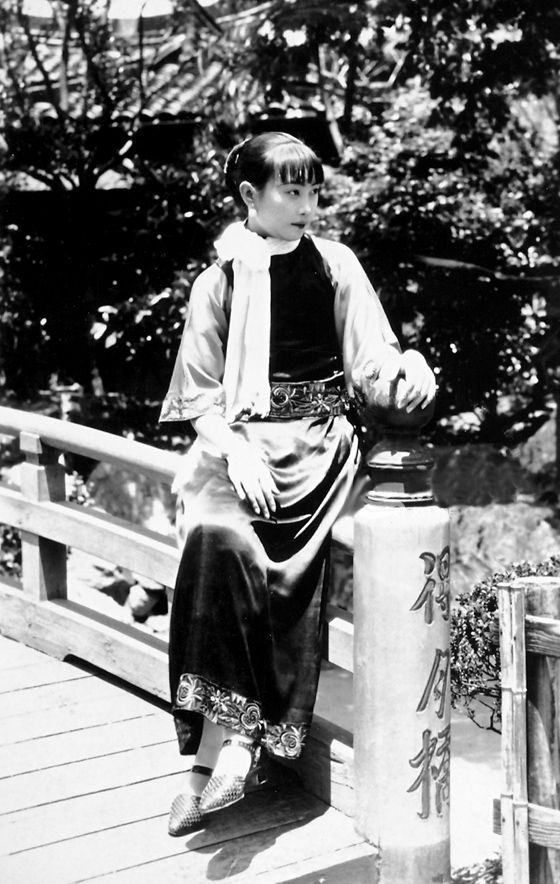
Hu Die, fotografia de Wang Kai Studio

Hu Die regressou a Xangai após a rendição do Japão em 1945. Dai Li morreu num acidente de avião em março de 1946. No meio da Guerra Civil Chinesa, Hu Die mudou-se novamente com o seu marido para Hong Kong em 1946. Pan Yousheng fundou uma empresa que fabricava garrafas térmicas com a marca Butterfly, e ela promoveu ativamente o seu produto homónimo em Hong Kong e no Sudeste Asiático. Eles viveram alguns anos felizes juntos, até que Pan morreu pouco após ter sido diagnosticado com cancro do fígado em 1958.
Após a morte do seu marido, Hu Die regressou à indústria cinematográfica em 1959, assumindo agora papéis de mulheres mais velhas, o que ela levou algum tempo para se adaptar. Fez vários filmes para a Shaw Brothers Studio, uma companhia sucessora de Tianyi, e a sua atuação em Rear Door (Porta Traseira, ou Houmen) de Li Han-hsiang deu-lhe o prémio de melhor atriz no Sétimo Festival de Cinema Asiático, realizado em Tóquio em 1960. Ganhou também o prémio de Melhor Filme.
Hu Die aposentou-se em 1966, após uma carreira que se estendeu por mais de quatro décadas. Foi dito que em 1967 ela se casou com um admirador chamado Zhu Fangkun (ou Song Kunfang), que lhe dera apoio financeiro no período difícil que se seguiu à morte de Pan Yousheng. Ela emigrou para Vancouver, Colúmbia Britânica, Canadá, em 1975, para se juntar ao seu filho. Viveu uma vida discreta e evitou chamar a atenção ao usar o nome Pan Baojuan. Ditou as suas memórias em 1986, que apareceram pela primeira vez em série no United Daily News de Taiwan, e foi publicada na China continental em 1987. Morreu a 23 de abril de 1989, após ter sofrido um derrame cerebral.

### Filha ilegítima
Hu Die teve uma filha ilegítima chamada Hu Ruomei (胡若梅), mais tarde rebatizada para Hu Yousong (胡友松), que nasceu em 1939. A identidade do seu pai é desconhecida. Foi criada por uma mãe adotiva e permaneceu na China continental quando Hu Die se mudou para Hong Kong. Em 1966, Hu Yousong casou-se com Li Zongren, que servira brevemente como presidente da República da China, e era 49 anos mais velho. Após a morte de Li Zongren em 1969, ela foi perseguida durante a Revolução Cultural, e mais tarde tornou-se freira budista.

### Citações
1. ↑  Tone, Sixth (12 de fevereiro de 2018). «Remembering China's Silver-Screen 'Butterfly'». Sixth Tone (em inglês). Consultado em 2 de abril de 2021
2. 1 2 3 4  Xiao 2002, p. 191.
3. 1 2 3 4 5  Perkins 2013, p. 218.
4. ↑  Ye & Zhu 2012, p. 78.
5. 1 2 3 4  Lee, Stefanowska & Wiles 2003, p. 237.
6. 1 2  Lee, Stefanowska & Wiles 2003, p. 238.
7. 1 2 3 4  Lee, Stefanowska & Wiles 2003, p. 239.
8. ↑  «Frontiers of History in China | Volumes and issues». SpringerLink (em inglês). Consultado em 2 de abril de 2021
9. 1 2  Xiao 2002, p. 192.
10. ↑  Lee, Stefanowska & Wiles 2003, p. 236.
11. ↑  胡蝶当上电影皇后始末 [How Hu Die became the Movie Queen] (em chinês). Sina. 22 de novembro de 2013. Consultado em 23 de fevereiro de 2015
12. 1 2 3 4 5 6  Lee, Stefanowska & Wiles 2003, p. 240.
13. ↑  «Long Shadows». The World of Chinese. Consultado em 2 de abril de 2021
14. 1 2 3 4 5 6  Lee, Stefanowska & Wiles 2003, p. 241.
15. ↑  Wakeman 2003, p. 10.
16. ↑  «Remembering An Icon Of Change - China - Chinadaily.com.cn». www.chinadaily.com.cn. Consultado em 2 de abril de 2021
17. ↑  «李宗仁少妻胡友松后半生：文革被赶出李公馆 后出家» 李宗仁少妻胡友松后半生: 文革被赶出李公馆 后出家 [A jovem esposa de Li Zongren, Hu Yousong, na segunda metade da sua vida: expulsa da mansão de Li durante a Revolução Cultural, tornou-se então monge] (em chinês). Phoenix TV. 25 de julho de 2014. Cópia arquivada em 25 de julho de 2014